# Buenavista (Bohol)
Buenavista è una municipalità di quinta classe delle Filippine, situata nella Provincia di Bohol, nella Regione del Visayas Centrale.
Buenavista è formata da 35 baranggay:
- Anonang
- Asinan
- Bago
- Baluarte
- Bantuan
- Bato
- Bonotbonot
- Bugaong
- Cambuhat
- Cambus-oc
- Cangawa
- Cantomugcad
- Cantores
- Cantuba
- Catigbian
- Cawag
- Cruz
- Dait

- Eastern Cabul-an
- Hunan
- Lapacan Norte
- Lapacan Sur
- Lubang
- Lusong (Plateau)
- Magkaya
- Merryland
- Nueva Granada
- Nueva Montana
- Overland
- Panghagban
- Poblacion
- Puting Bato
- Rufo Hill
- Sweetland
- Western Cabul-an